# Farley Jackmaster Funk
Farley Jackmaster Funk, pseudoniem van Farley Keith Williams (Chicago, 25 januari 1962), is een Amerikaans muziekproducent die in de jaren tachtig de housemuziek uit Chicago hielp definiëren.
Hij begon zijn carrière als een van de oorspronkelijke leden van de Hot Mix 5, een ploeg diskjockeys bij de radiozender WBMX. (De andere leden waren Kenny "Jammin" Jason, Mickey "Mixin" Oliver, Scott "Smokin" Silz, Farley "Funkin" Keith en Ralphi "Rockin" Rosario.) Hij was bovendien gast-dj bij de nachtclub The Warehouse en de vaste dj van wat toen The Playground heette.
In 1983 begon hij ook muziek op te nemen. Zijn debuutsingle was Aw Shucks. Een jaar later maakte hij zijn eerste houseproducties, waaronder Funkin with the Drums bij House Records, een nummer dat de standaard zou worden voor de housemuziek uit Chicago. Zijn single Jack the Bass uit 1985 gaf de aanzet tot een populaire dansstijl die als "jacking" bekend kwam te staan. Eveneens invloedrijk was Funkin' with the Drums Again (1985), een jaar later gevolgd door Give Yourself to Me, beide uitgebracht onder het label Trax Records. Love Can't Turn Around (een gewijzigde versie van I Can't Turn Around van Isaac Hayes) bereikte in 1986 de tiende plaats in de UK Singles Chart.
In Nederland was Love Can't Turn Around op donderdag 2 oktober 1986 TROS Paradeplaat op Radio 3 en werd een gigantische hit.  De leadzang werd uitgevoerd door gospelzanger Darryl Pandy. De plaat bereikte de 5e positie in de Nationale Hitparade en de 4e positie in de Nederlandse Top 40. In België bereikte de plaat de 7e positie in de Vlaamse Ultratop 50. De Vlaamse Radio 2 Top 30 werd niet bereikt.
Eind jaren tachtig had hij nog meer hits, onder meer met Jack My Body, Hey Norton, The Trax U Lost, It's You en House Nation. Dit laatste nummer wist eveneens de top tien in Groot-Brittannië te bereiken. Zijn minder bekende nummer The Acid Life, vormde de inspiratie voor de wereldhit Pump Up the Jam van Technotronic.
In 1990 begon hij (inmiddels als herboren christen) met de productie van hiphop. Halverwege de jaren negentig keerde hij echter weer terug naar de house en aan het eind van het decennium begon hij als dj die de wereld over reisde aardig wat succes te krijgen.

## Discografie

### Singles
| Single met eventuele hitnotering(en) in de Nederlandse Top 40 | Datum van verschijnen | Datum van binnenkomst | Hoogste positie | Aantal weken | Opmerkingen                                                                   |
| ------------------------------------------------------------- | --------------------- | --------------------- | --------------- | ------------ | ----------------------------------------------------------------------------- |
| Love can't turn around                                        | 1986                  | 18-10-1986            | 4               | 10           | met Jessie Saunders / #5 in de Nationale Hitparade / TROS Paradeplaat Radio 3 |

| Single met hitnotering(en) in de Vlaamse Ultratop 50 | Datum van verschijnen | Datum van binnenkomst | Hoogste positie | Aantal weken | Opmerkingen                                   |
| ---------------------------------------------------- | --------------------- | --------------------- | --------------- | ------------ | --------------------------------------------- |
| Love can't turn around                               | 1986                  | -                     |                 |              | met Jessie Saunders / #5 in de Radio 2 Top 30 |